# O Descobrimento do Brasil (álbum)
O Descobrimento do Brasil é o sexto álbum de estúdio da banda brasileira de rock Legião Urbana, lançado em 20 de dezembro de 1993 pela gravadora EMI-Odeon. 
No Brasil, foram vendidos mais 950 mil cópias, tornando-o o sétimo álbum mais vendido da banda, e recebeu o Disco de Platina Triplo pela ABPD.

## Contexto
O Descobrimento do Brasil foi o primeiro disco da Legião Urbana sem Jorge Davidson como diretor artístico da EMI-Odeon - agora, ele atuava na Sony Music. Em seu lugar, entrou João Augusto.
O trabalho foi criado num momento de tensão entre a banda e a gravadora. Na época, a empresa havia vendido sua fábrica de discos e agora usava a Fonobras, da concorrente PolyGram. Por coincidência, o produtor Mayrton Bahia trabalhava lá e soube, por meio de um pedido que chegou ao local, que a EMI-Odeon tinha a intenção de lançar uma coletânea da banda à revelia da mesma. Furiosos, os integrantes picharam as paredes da diretoria da empresa, incluindo a frase (em inglês) "Vocês nos tratam como lixo! Nunca mais vocês vão fazer isso!", escrita pelo vocalista, violonista e tecladista Renato Russo.
Por não saberem as consequências que o ato traria para eles, os músicos suspenderam os ensaios até que a gravadora sinalizasse algo. No fim, ela acabou cancelando a coletânea. Esse foi um dos motivos que levou João Augusto a proceder com cautela ao iniciar seu relacionamento com a banda.

## Gravação
A banda entrou em estúdio em agosto de 1993 e o álbum já ficou pronto em outubro do mesmo ano. Os músicos experimentaram novos instrumentos no disco, além de tocarem instrumentos uns dos outros. O baterista Marcelo Bonfá tocou teclados, enquanto que o guitarrista Dado Villa-Lobos experimentou o dobro e o bandolim, e Renato registrou uma performance na cítara. Trabalhando no disco, tornaram-se um dos primeiros grupos brasileiros a utilizar o Pro Tools em estúdio para corrigir imperfeições nas gravações.

## Conteúdo

### Capa
A capa de O Descobrimento do Brasil tinha como objetivo transmitir o momento de leveza e otimismo pelo qual a banda passava na época de seu lançamento. Ela traz os três integrantes em um campo florido montado especialmente para o momento, cada um vestindo uma roupa diferente: Renato aparece como um cavaleiro medieval, Dado como um caçador com um bandolim, e Marcelo como um camponês. A foto é de Flávio Colker. No dia em que a imagem foi registrada, Dado teve seu carro e seu bandolim levados por um assaltante em frente ao estúdio, forçando a banda a substituir o instrumento na foto.

### Encarte
O encarte trazia, na última página, a frase "Ah, but I was so much older then, I'm younger than that now" ("Ah, mas eu era tão mais velho naquela época, sou mais novo que aquilo agora"), retirada da canção "My Back Pages", de Bob Dylan. A banda incluiu também um agradecimento a Leo Jaime (grafado como "Leo Jayme"), que emprestou seu dobro para eles. Há ainda a dedicatória a Tavinho Fialho, baixista de apoio na turnê anterior da banda, que morreu em um acidente de carro em 1993.

### Música
O disco recebeu o nome de O Descobrimento do Brasil porque veio em uma época em que Renato se recuperava das drogas e os demais integrantes se mostravam otimistas com o futuro. Além disso, conforme Renato disse ao Jornal do Brasil, "a gente acredita no Brasil. Existem muita coisas legais. Ficam querendo que a gente seja ladrão, que seja do jeito que eles são. Nós não somos, não".
A banda tinha como intenção fazer uma obra diferente do lançamento anterior, V (1991), que trazia, segundo eles, "aquelas músicas progressivas, de carga melancólica". A ideia do novo disco, para Renato, era que fosse uma coletânea de singles pop curtos.
A canção de abertura "Vinte e Nove" remete aos 29 dias, entre abril e maio de 1993, que Renato Russo ficou internado na Vila Serena, uma clínica de reabilitação para dependentes químicos, no Rio de Janeiro.
O título da canção "Só Por Hoje" foi retirado do lema "Só Por Hoje" de Narcóticos Anônimos que Renato Russo conheceu enquanto esteve internado na Vila Serena para tratamento de dependência em álcool e drogas. Este lema, originado do inglês "Just for Today", é o título de um folheto, de um capítulo do livro Texto Básico Narcóticos Anônimos, e um livro com o próprio título contendo meditações diárias de recuperação
A expressão "Só por Hoje" também foi utilizada no título da autobiografia de Renato Russo lançada em 2015: Só por Hoje e Para Sempre - Diário do Recomeço.
"Perfeição" recebeu um clipe com a mesma temática florida da capa do disco, sendo este o último a ser produzido pela banda.
A faixa "Um Dia Perfeito" reflete o otimismo do disco, e traz um coral infantil formado por Nico e Mimi, filhos de Dado, e seus amigos Gabri, Antonio, Rafa, Pedro, e Juju.
"Love in the Afternoon" é uma homenagem a Tavinho. O álbum também foi dedicado a ele.

## Promoção

### Turnê
A turnê de O Descobrimento do Brasil foi a última da banda e teve Gian Fabra no baixo, substituindo Tavinho.
Segundo o empresário Rafael Borges, Renato "queria e não queria fazer shows". Chegou a marcar datas que coincidiam com jogos do Brasil na Copa do Mundo. Na época, ele achava que nunca entregava o que podia no palco e sempre considerava que a plateia lhe dava mais do que recebia.
O último show da Legião Urbana se deu no palco do Reggae Night, em Santos, litoral do estado de São Paulo. Eventualmente, latas começaram a ser arremessadas na banda. Quando Renato foi atingido, ele se deitou no chão, ocultando todo o seu corpo da plateia, e assim cantou por 45 minutos. O público só via o seu braço, que ele levantava para checar as horas e mostrar a todos que aguardava ansiosamente pelo fim da apresentação.

## Lista de faixas
Todas as letras escritas por Renato Russo. Todas as canções produzidas por Mayrton Bahia e Legião Urbana.
| N.º            | Título                                  | Música                               | Duração |  |
| 1.             | "Vinte e Nove"                          | Renato Russo                         | 3:43    |  |
| 2.             | "A Fonte"                               | Russo Marcelo Bonfá Dado Villa-Lobos | 3:56    |  |
| 3.             | "Do Espírito"                           | Russo Bonfá Villa-Lobos              | 3:22    |  |
| 4.             | "Perfeição"                             | Russo Bonfá Villa-Lobos              | 4:37    |  |
| 5.             | "O Passeio da Boa Vista" (instrumental) | Russo Villa-Lobos                    | 2:02    |  |
| 6.             | "O Descobrimento do Brasil"             | Bonfá                                | 5:03    |  |
| 7.             | "Os Barcos"                             | Russo Villa-Lobos                    | 2:52    |  |
| 8.             | "Vamos Fazer um Filme"                  | Russo                                | 4:21    |  |
| 9.             | "Os Anjos"                              | Villa-Lobos                          | 2:04    |  |
| 10.            | "Um Dia Perfeito"                       | Villa-Lobos                          | 3:25    |  |
| 11.            | "Giz"                                   | Russo Bonfá Villa-Lobos              | 3:23    |  |
| 12.            | "Love in the Afternoon"                 | Russo Villa-Lobos                    | 4:26    |  |
| 13.            | "La Nuova Gioventú"                     | Bonfá Villa-Lobos                    | 4:03    |  |
| 14.            | "Só por Hoje"                           | Russo Villa-Lobos                    | 4:03    |  |
| Duração total: | Duração total:                          | Duração total:                       | 51:32   |  |

Notas
- "Perfeição" contém citação de "O Bêbado e a Equilibrista", de Aldir Blanc e João Bosco.

## Créditos
Todo o processo de elaboração de O Descobrimento do Brasil atribui os seguintes créditos:
Estúdios
- Discover (Rio de Janeiro): gravação, mixagem
- Abbey Road (Londres): remasterização
- Corações Perfeitos Edições Musicais Ltda. (Rio de Janeiro): edição

Vocais
| - Renato Russo: vocal principal, vocal de apoio, vocal adicional - Marcelo Bonfá: vocal de apoio - Dado Villa-Lobos: vocal de apoio - Nico: voz infantil - Mimi Ottoni: voz infantil | - Gabri: voz infantil - Antonio: voz infantil - Rafa: voz infantil - Pedro: voz infantil - Juju: voz infantil |

Instrumentação
- Renato Russo: baixo, violão, teclado
- Marcelo Bonfá: bateria, teclado, rhythm track, percussão, keyboard bass, teclado
- Dado Villa-Lobos: guitarra, bandolim, baixo, dobro violão

Produção
| - Renato Russo: composição, produção, supervisão geral - Marcelo Bonfá: composição, produção, direção, supervisão geral - Dado Villa-Lobos: composição, produção, direção, supervisão geral - Mayrton Bahia: produção - Rafael Borges: produção executiva, supervisão geral - Marcelo Sabóia: técnico de gravação, mixagem - Guilherme Reis: mixagem - Ivo de Carvalho: edição, masterização - Jorge Brum: assistente de estúdio | - Marcelo Lima: assistente de estúdio - Fábio Henriques: assistente técnico - Marcelo Rizzo: roadie - Reginaldo Ferreira: roadie - João Augusto: direção artística - Christ Buchanan: coordenação de estúdio - Maggie Sullivan: equipe de apoio - Mandy Azzopardi: equipe de apoio - Colette Barber: equipe de apoio - Donna Howlett: equipe de apoio |

Visuais e imagem
| - Fernanda Villa-Lobos: projeto gráfico - Barrão: projeto gráfico, cenário - Flávio Colker: fotos - Maneco Quinderé: iluminação | - Luiz Zerbini: cenário - Mari Stockler: figurino - Carol Jabor: assistente de figurino - Egeu Laus: coordenação gráfica |

## Vendas e certificações
| País                       | Certificação | Vendas   |
| -------------------------- | ------------ | -------- |
| Brasil (Pro-Música Brasil) | 3× Platina   | 430.000+ |